# Jeff Shantz
Jeff Shantz (Duchess, Alberta, 10. listopada 1973.) kanadski je profesionalni hokejaš na ledu. Lijevoruki je napadač i igra na poziciji centra. 

## Karijera
Juniorski staž odradio je u WHL-u (Western Hockey League) u Regina Patsima. Na draftu 1992. Shanza su birali Chicago Blackhawks koji je njegov prvi NHL klub. U sezoni 1993./94. debitirao je u NHL-u, odigravši 52 utakmice i zabivši 3 pogotka. Nakon što je kratkotrajno igrao u IHL-u za Indianapolis Ice, Shantz je postao stalnim igračem Blackhawksa. 
U NHL-u još je igrao za Calgary Flames (1998. – 2002.) i Colorado Avalanche (2002. – 2003.), prije nego što 2003. odlazi u švicarski Langnau. 2005. postaje igračem Adler Mannheima u njemačkom DEL-u. Shantz je zbog povrede koljena propustio početak 2006./07. sezone, ali nakon što se vratio sredinom sezone, s Mannheimom osvaja njemačko prvenstvo. Ujedno je dobio osobno priznanje za najkorisnijeg igrača doigravanja. 
Nakon isteka ugovora s Mannheimom, 5. svibnja 2008. Shantz potpisuje za austrijski KAC iz EBEL lige. 

## Vanjske poveznice
- Profil na The Internet Hockey Database
- Profil na Eurohockey.net